# جين ماتسوبارا
جين ماتسوبارا هو سياسي ياباني، ولد في 31 يوليو 1956 بإيتاباشي في اليابان. حزبياً، نشط في الحزب الديمقراطي الياباني. وقد في الانتخابات العامة اليابانية 2017، انتخب عضو مجلس النواب من اليابان عن دائرة كتلة التمثيل النسبي في طوكيو ‏ وقد انضم خلال فترته النيابية ‏ (22 أكتوبر 2017 – )  للكتلة البرلمانية Kibō no Tō ‏ وانتخب عضو مجلس النواب من اليابان عن دائرة كتلة التمثيل النسبي في طوكيو ‏ وقد انضم خلال فترته النيابية ‏  للكتلة البرلمانية الحزب الديمقراطي الياباني.

## وصلات خارجية
- الموقع الرسمي